# Herscheppingen, vrij naar Ovidius
Herscheppingen, vrij naar Ovidius is een dichtbundel van Charivarius uit 1926. Het is een herschepping van de vijftien boeken van de Metamorphosen van Ovidius in vijftien Zangen. De verzen zijn geschreven in dactylische hexameters, de klassieke versvoet van een Grieks epos, op gekruist rijm. De Eerste Zang begint:
Diep was het menschengeslacht
in de zee van de zonde verzonken.
Zeus, op vergelding bedacht,
voelt het vuur van zijn tooren ontvonken.
De Romeinse dichter Ovidius gaf een verslag van de schepping van de wereld tot aan zijn eigen tijd, waarin hij vele verhalen uit de Griekse mythologie voor het nageslacht vastlegde. Sommige verhalen eindigen met de dood van de hoofdpersoon, maar de meeste avonturen sluiten af met een metamorfose, een gedaanteverwisseling op gezag van een gekrenkte godheid.
De vertaling die Vondel in 1671 maakte, heet ook Herscheppinge. Het was de laatste integrale vertaling van Ovidius' magnum opus tot de verschijning van Ovidius Metamorphosen, een eigentijdse maar consciëntieuze vertaling in jambische verzen door Marietje d'Hane-Scheltema uit 1998. De versie die Charivarius schiep, is ook eigentijds en weerspreekt de oorspronkelijk gemelde gebeurtenissen niet, maar hier en daar worden verhaalelementen waar Ovidius over uitweidde, met een enkel woord afgedaan. Zoals de meeste Nederlandse schrijvers, maakte Charivarius een selectie. In de Inleiding steekt hij de hand in eigen boezem:
Maar vooreerst erken ik niet dat mijn bewerkingen parodieën zijn, doch - toegegeven, een oogenblik.
Mag ik dan de aandacht der hoofdschudders vestigen op het vijfde bedrijf van "Midsummer-night's Dream", waarin de Britsche Bard het verhaal van Pyramus en Thisbe, door Ovidius toch stellig als ernstig drama bedoeld, aan flarden scheurt tot een clownerie, geschikt om een kinderpartijtje aan het gieren te brengen? Zoo bar heb ik het hier zeker niet gemaakt. Ik zie in deze vertaling geen zweem van bespotting, noch hier, noch in andere zangen. Men bespot geen dichter dien men eert en liefheeft.
De bundel Ruize-rijmen uit 1922 is van dezelfde uitgever en bevat reeds negen stukjes van het werk. Het eerst werden de vijftien zangen gepubliceerd in De Groene Amsterdammer met lijntekeningen van L.J. Jordaan. Voor de nieuwe uitgave vervaardigde J. Pfersisch enkele aanvullende silhouettes.
De Zangen zijn:
- Deucalion en Pyrrha, naar Liber I, vv. 313-415

de Griekse Noach en zijn vrouw, herschiepen de mensheid door stenen achter zich werpen.
- Echo, naar Liber III, vv. 339-401

werd een weerklank, een echo.
- Narcissus, naar Liber III, vv. 339-401

werd een geelwitte bloem, een narcis.
- Arachne, naar Liber VI, vv. 1-145

door Pallas Athena veranderd in een spin.
- Pyramus en Thisbe, naar Liber IV, vv. 55-166

stierven, maar deden een moerbeiboom van kleur verschieten.
- Icarus, naar Liber VIII, vv. 183-235

vloog te hoog en stortte neer bij het eiland Ikará in de Icarische of Egeïsche Zee
- Scylla, naar Liber VIII, vv. 6-151

prinses van Megara, veranderde in een zeemeeuw
- Philemon en Baucis, naar Liber VIII, vv. 626

vergroeiden tot bomen
- Pygmalion, naar Liber X, vv. 243-297

schiep een standbeeld dat levend werd gemaakt door Venus
- Phaëton, naar Liber I, vv. 746-778

bereed de zonnewagen van zijn vader Helios, maar vloog te laag en verschroeide Afrika
- Koning Midas, naar Liber XI, vv. 146-193

de koning van Phrygië, wiens oren Apollo ezelsoren maakte
- Io, naar Liber I, vv. 583 - 681

kreeg de gedaante van een koe (van Zeus)
- Bacchus en de Matrozen, uit Liber III

die hij in dolfijnen veranderde
- Actaeon, naar Liber III, vv. 138-250

werd een damhert
- Atalanta, naar Liber X, vv. 560-650

werd met haar minnaar Hypomenes veranderd in leeuwen